# Мисюль, Даниил Дмитриевич
Дании́л Дми́триевич Мисю́ль (род. 20 октября 2000, Минск) — российский и белорусский хоккеист, защитник клуба «Локомотив» Ярославль.

## Биография
Родился в Минске в 2000 году. В юном возрасте вместе с семьёй переехал в Ярославль, так как старший брат Олег был приглашён в «Локомотив». Начал заниматься хоккеем в команде «Локомотив-2000» под руководством Ивана Выдрякова. Вначале, как и брат, был защитником, затем перешёл в нападение. В течение двух сезонов был одним из лидеров команды по результативности; капитаном и ассистентом капитана. В сезоне 2015/16 вновь стал играть защитником, стал действовать увереннее, результативнее.
В сезоне 2016/17 стал одним из основных защитников юниорской сборной, играл на Мировом Кубке Вызова. Дебютировал за «Локо-Юниор» в НМХЛ.
В сезоне 2017/18 стал выступать в МХЛ за «Локо». В КХЛ дебютировал 11 февраля 2019 года в гостевом матче против «Динамо» Минск (3:0).
С сезона 2023/24 — игрок команды AHL «Ютика Кометс».
24 июня 2025 года подписал контракт с ярославским Локомотивом. Контракт рассчитан на 1 сезон. 

## Достижения
- Обладатель Кубка Харламова (2018, 2019)
- Обладатель Кубка мира среди молодёжных клубных команд (2018)
- Серебряный призёр чемпионата России среди юниоров (2017)
- Серебряный призёр молодёжного чемпионата мира 2020.

## Статистика
| Легенда | Легенда                    | Легенда | Легенда                   | Легенда | Легенда    |
| ------- | -------------------------- | ------- | ------------------------- | ------- | ---------- |
| И       | Количество проведённых игр | Штр     | Штрафное время            | +/−     | Плюс-минус |
| Г       | Голы                       | П       | Голевые передачи          | О       | Очки       |
| -       | Статистика неизвестна      | —       | Статистика не учитывалась |         |            |